# José María Torre
José María Torre Hütt (San Salvador, 4 de noviembre de 1977) es un actor y diseñador de modas mexicano. Empezó su carrera a los cinco años, haciendo comerciales televisivos. En 1990 trabajó en Amor de nadie como hijo de Lucía Méndez. Es hermano de las actrices Fátima y Andrea Torre.

## Filmografía

### Telenovelas
| Año       | Título                       | Personaje                        |
| --------- | ---------------------------- | -------------------------------- |
| 1987      | Tal como somos               |                                  |
| 1989      | Mi segunda madre             | Manuel Justino "Tino"            |
| 1989      | La hora marcada              | Sebastián (1 capítulo)           |
| 1990      | Un rostro en mi pasado       | Roberto (niño)                   |
| 1990      | Yo compro esa mujer          | Alejandro (niño)                 |
| 1990-1991 | Amor de nadie                | Ricardo "Richi" González         |
| 1992      | Carrusel de las Américas     |                                  |
| 1993      | Los parientes pobres         | Luis "Luisito" Santos            |
| 1994-1995 | Agujetas de color de rosa    | Daniel Armendáriz                |
| 1996      | Luz Clarita                  | Israel Ruiz Montalbán            |
| 1996      | Marisol                      | Daniel "Danny" Linares           |
| 1996-1997 | Bendita mentira              | Benny                            |
| 1997-1998 | Mi pequeña traviesa          | Antonio "Toño" González          |
| 1998      | Vivo por Elena               | Julio Herrera Conde              |
| 1998      | ¿Qué nos pasa?               | Él mismo (Invitado)              |
| 1999-2000 | Mujeres engañadas            | Ricardo Fernández Chávez         |
| 2000      | Carita de ángel              | Leonel                           |
| 2000-2001 | Primer amor                  | Bruno Baldomero                  |
| 2001      | La intrusa                   | Gerardo Junquera, Aldo           |
| 2001-2002 | Salomé                       | José Armando Lavalle             |
| 2003      | Mujer, casos de la vida real | Varios personajes                |
| 2004-2005 | Apuesta por un amor          | Luis Pedraza                     |
| 2005      | Fear Factor                  | Participante ganador             |
| 2006-2007 | Duelo de pasiones            | Ángel Valtierra Beltrán          |
| 2008      | La rosa de Guadalupe         | Ernesto                          |
| 2009-2010 | Mujeres asesinas             | Sebastian y Enrique              |
| 2012      | XY. La revista               | Antonio Hernández, Tony          |
| 2012-2023 | Corona de lágrimas           | Edmundo "Mundo" Chavero          |
| 2013      | Gossip Girl Acapulco         | Federico Zaga                    |
| 2015      | Dueños del paraíso           | Adán Romero                      |
| 2016      | Señora Acero                 | Larry Pérez, el Cheneque         |
| 2017      | Guerra de ídolos             | Isaac César Solar                |
| 2018-2019 | Por amar sin ley             | Roberto Morelli Carvajal         |
| 2019      | Médicos, línea de vida       | Roberto Morelli Carvajal (cameo) |
| 2023      | El niñero                    | Joaquin                          |

### Películas
| Año  | Película                  | Personaje           |
| ---- | ------------------------- | ------------------- |
| 2005 | El baúl de Mario          | -                   |
| 2007 | Revolución (cortometraje) | Miguel              |
| 2009 | Daniel y Ana              | Rafael "Rafa" Núñez |
| 2009 | Musth                     | -                   |
| 2010 | Seres: Génesis            | Bernardo Muñoz      |
| 2012 | Después de Lucía          | Joaquín             |
| 2014 | Más negro que la noche    | Santana             |